# 志な野
お茶漬け 志な野（おちゃづけ しなの）は、石川県金沢市片町1丁目にあったお茶漬け専門店。40年に渡って営業をしており、観光客やライブ後のアーティストに人気だったが、2020年10月24日に閉店した。後述の理由から、ヤッホー茶漬けとも呼ばれた。

## 概要
金沢で有名であったお茶漬け食べ放題の店で、店舗を営む夫婦による奇特な接客が話題だった。
会話は全て「ヤッホー」（出典によっては「ヤホー」）で行わなければならず、メニューは店内に数多く掲示されていたが基本的には「志な野茶漬け」（通称は「ヤッホー茶漬け」）のみしか注文できないようになっていた。

## その他
MAN WITH A MISSIONのトーキョー・タナカは「ヤッホー茶漬け」を「ヤーマン茶漬け」と間違えて覚えていたことがある。